# JPP (band)

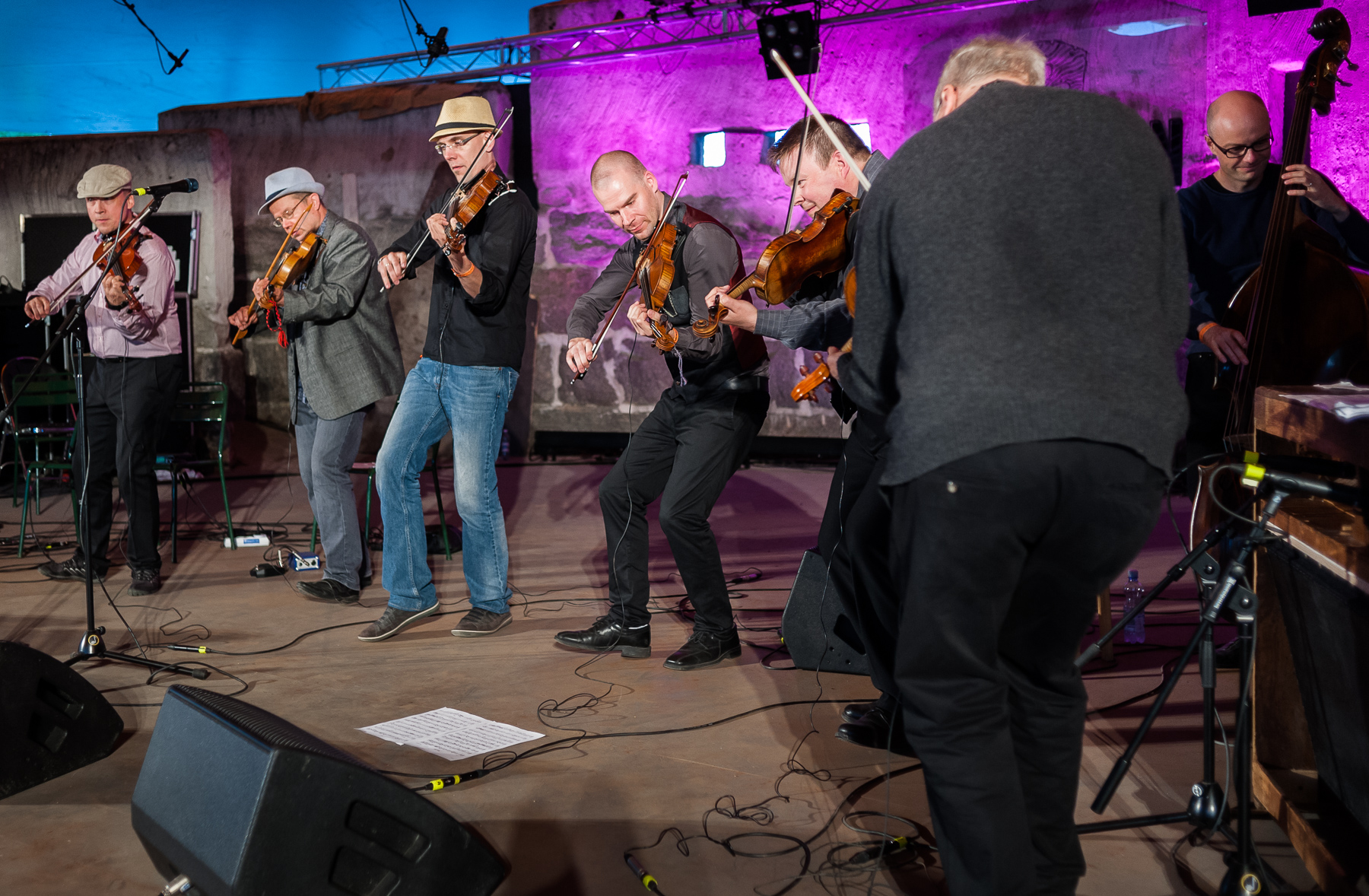
JPP, 2015

JPP is a een groep Finse folkmuzikanten uit Kaustinen. De oorspronkelijke volledige naam luidt Järvelän Pikkupelimannit (de vedelaartjes van Järvelä) maar de groep gebruikt tegenwoordig enkel nog de afkorting JPP.
De groep gebruikt nog steeds de traditionele in Kaustinen gebruikte stemming van de instrumenten maar de arragenmenten zijn wel hedendaags.
Het repertoire van JPP bestaat zowel uit traditionele volksmuziek als zelfgeschreven polkas, walsen en Finse tangos. Er zijn ook jazz en bluegrass invloeden te horen. Het merendeel van de eigen composities is geschreven door Arto Järvelä en Timo Alakotila. 
De broers Jouni en Arto Järvelä vormen de vierde generatie folkmuzikanten  en JPP ontststond uit Järvelän Pelimannit, een groep die voornamelijk bestond uit oudere muzikanten uit het dorp Järvelä. JPP zet de traditie verder en speelt lokale liederen maar ook nummers uit de rest van Finland. De meeste leden hebben gestudeerd aan de befaamde Sibeliusacademie in Helsinki.

## Discografie
- Järvelän Pikkupelemannit, 1983 (ep)
- Laitisen Mankeliska, 1986
- JPP, 1988 (dubbel LP)
- I've Found a New Tango, 1990
- Pirun Polska/Devil's polska, 1992
- Kaustinen Rhapsody, 1994
- String Tease, 1998 (gastmuzikanten: Väsen)
- History, 1999 (verzamelalbum)
- Huutokatrilli!, 2001 (mini-cd met dansmuziek)
- Artology, 2006